# Plagne Soleil
Plagne Soleil is een skidorp in het Franse wintersportgebied La Plagne, deel van Paradiski. Het bevindt zich tussen 2020 en 2080 meter boven zeeniveau op het grondgebied van de gemeente La Plagne Tarentaise in het departement Savoie. Plagne Soleil opende in 1990 en is de jongste toevoeging aan het wintersportgebied. Ten zuiden ervan ligt Plagne Villages, ten westen Plagne Centre en een kilometer ten noordoosten Plagne Bellecôte.